# Christian Eberhardt von Kameytsky
Christian Eberhardt von Kameytsky (zm. 1726) heski polityk na usługach Landgrafstwa Hesja-Darmstadt.
Był jednym za najważniejszych ministrów landgrafa Ernesta Ludwika von Hessen-Darmstadt, który często podejmował swe decyzje po konsultacji z nim.